# خوسيه ألبرتو غونزاليس موراليس
خوسيه ألبرتو غونزاليس موراليس (بالإسبانية: José Alberto González Morales)‏ هو سياسي مكسيكي، ولد في 7 أغسطس 1953 في المكسيك. حزبياً، نشط في الحزب الثوري المؤسساتي. وقد انتخب عضو مجلس النواب المكسيك.